# Aquapalace Praha
Koordinaten: 50° 0′ 27″ N, 14° 34′ 17″ O
Der Aquapalace Praha ist der größte Wasserpark in Mitteleuropa. Er liegt an der südöstlichen Grenze von Prag, etwa 22 km vom Václav-Havel-Flughafens, direkt an der Autobahn D 1. Er hat sowohl Innen- als auch Außenbereiche, die miteinander verbunden sind. Der Wasserpark ist 9150 m² groß und besteht aus drei Palästen: "Palast der Schätze", "Palast der Abenteuer" und "Palast der Erholung", die "Saunawelt" hat weitere 1750 m².

## Attraktionen
- Zwölf Wasserrutschen mit einer Länge von bis zu 250 Metern (die längste in Tschechien)
- 450 Meter langer Wildfluss
- Themenbereiche, künstliche Wellen, Whirlpools, Tauchklippen, Bar, Wellness, Fitness oder Physiotherapie
- Vier-Sterne-Hotel, das diesen Park bedient.

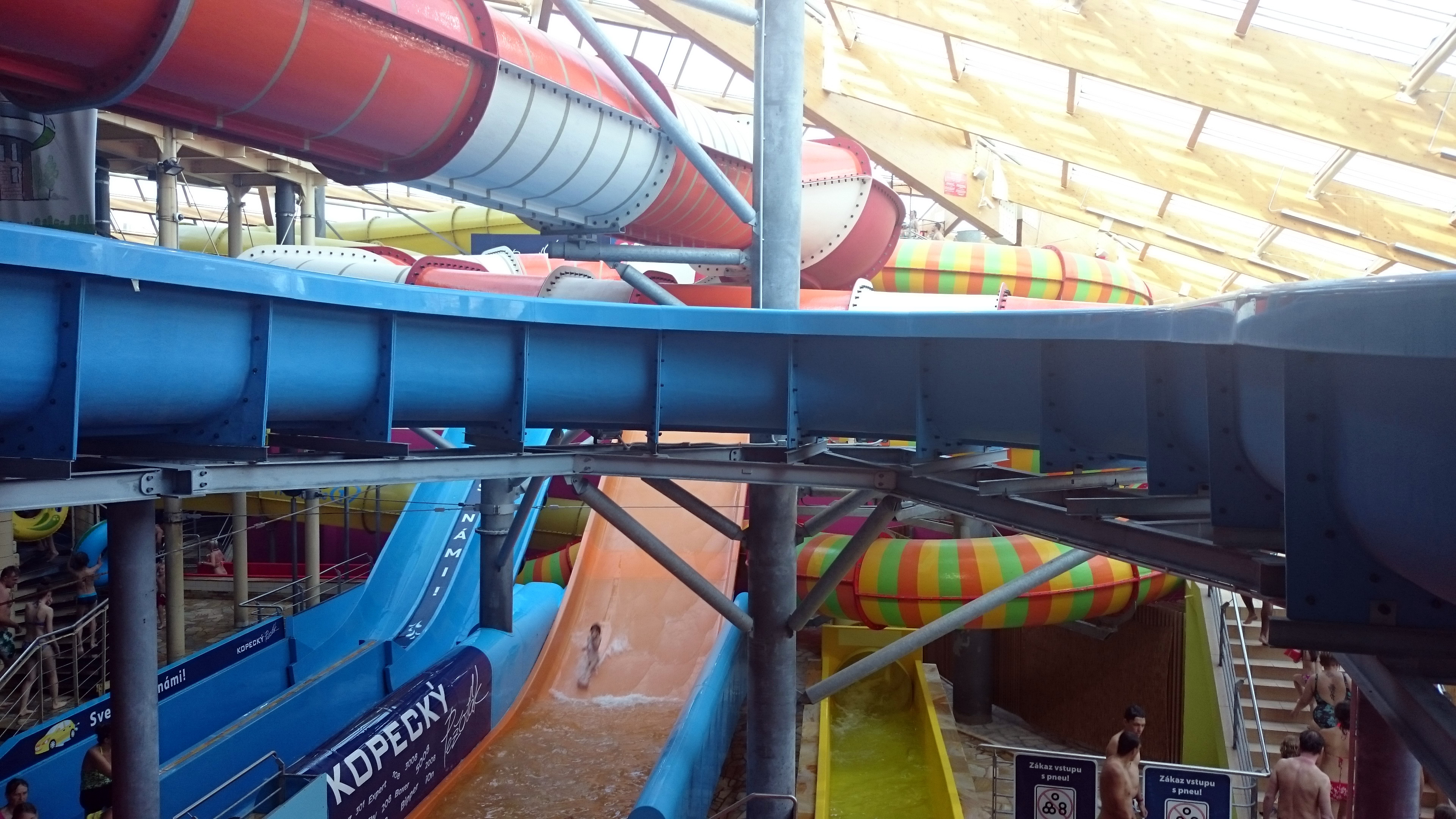
Palast der Abenteuer im Park
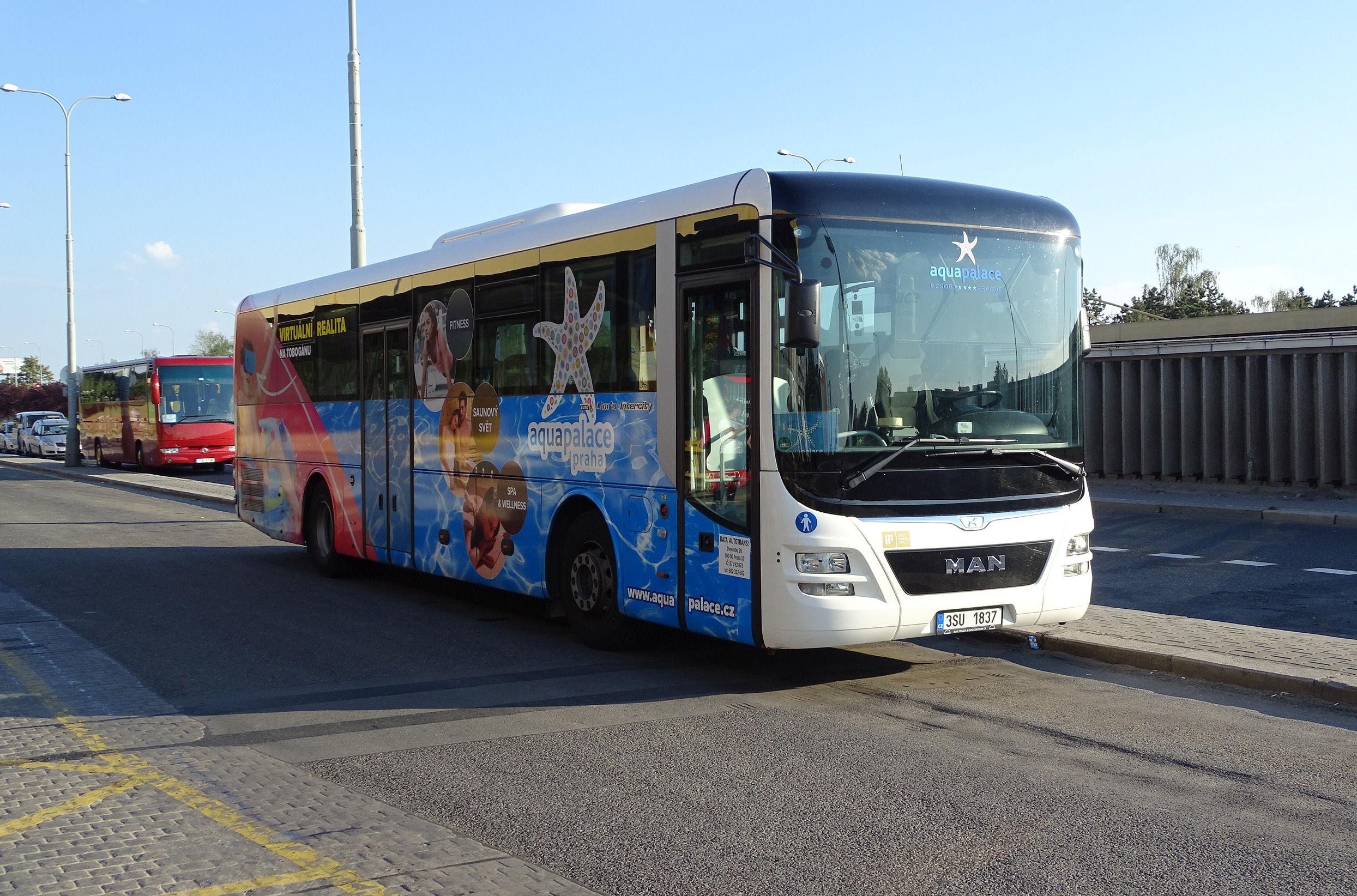
Aquabus
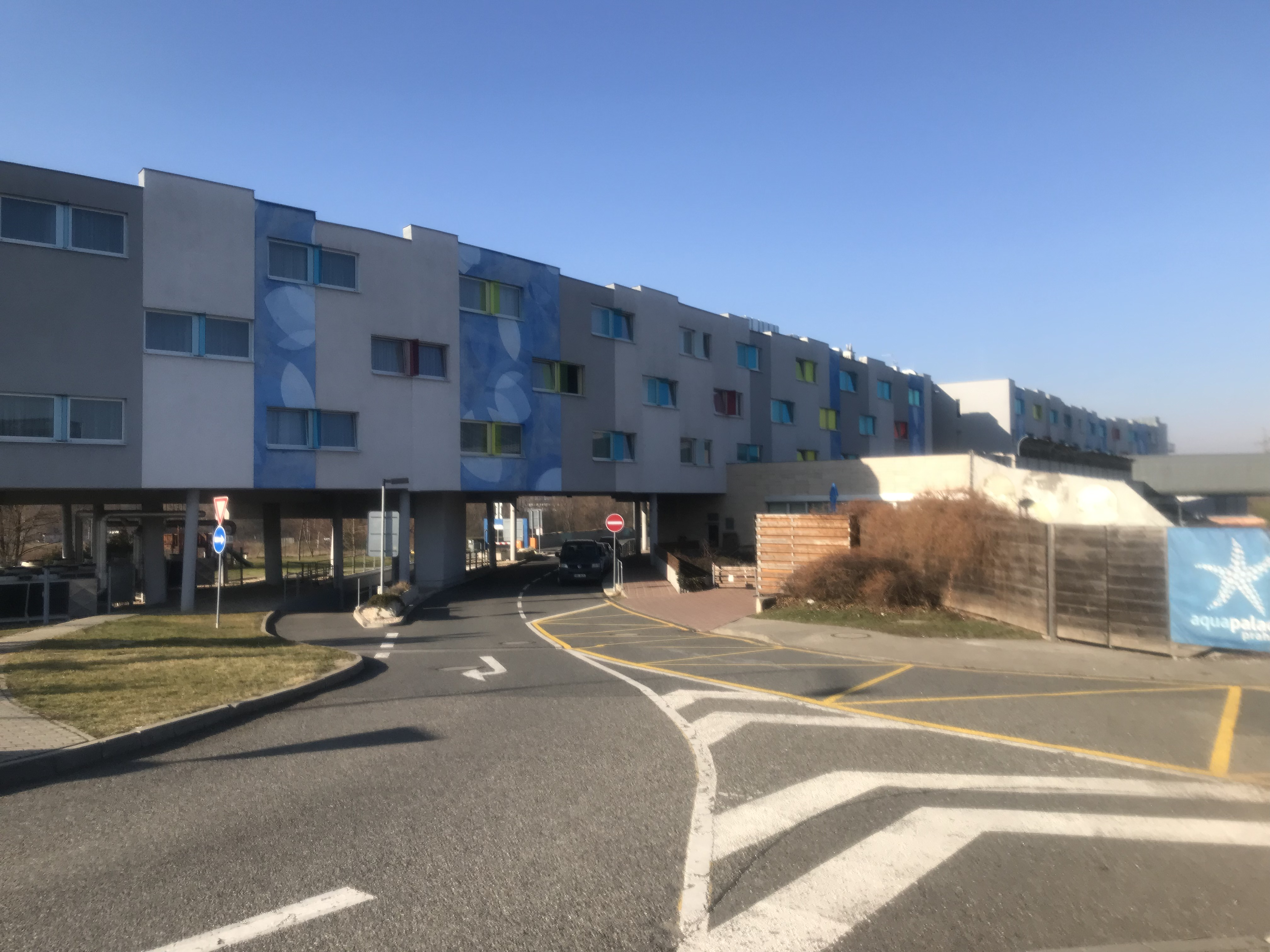
Vier-Sterne-Hotel Aquapalace